# Gala Rizzatto
Gala Rizzatto, znana także jako Gala (ur. 6 września 1975 w Mediolanie) – włoska piosenkarka muzyki dance. W 1996 wylansowała swój największy przebój „Freed from Desire”, który był wielkim sukcesem na międzynarodowym rynku muzyki dyskotekowej w ówczesnym czasie.
Gala nagrała później wiele znanych przebojów dance, jakkolwiek żaden nie osiągnął tak wysokiej pozycji. Po długiej przerwie w karierze muzycznej nagrała singel „Faraway’. Według niej powodem powrotu było wielkie zainteresowanie fanów i petycja na pewnej stronie internetowej którą sama odkryła. Była tym faktem tak wzruszona, że postanowiła powrócić do studia nagraniowego. Jej singel doczekał się już covera w wersji greckiej wykonywanego przez uczestniczkę Idola Tamtę Goduadze.
Następnie artystka wydała niezależnie płytę „Tough Love” (2009 r.), dostępną na iTunes. Z tego krążka pochodzą klipy: „Tough Love”, wspomniane wcześniej „Faraway”, „I’m The World” oraz „You and Me”. Po kilku latach przerwy Gala wydała singiel „Lose Yourself In Me” (2012 r.) we Francji oraz na iTunes. Obecnie piosenkarka pracuje nad trzecią płytą „Lose Yourself In Me”, mającą mieć premierę w postaci EP w 2013 roku.
Gala dysponuje dość niskim i ciemnym głosem, jak to sama określa zbliżonym do mówionego. Jej teksty obejmują różne aspekty życia od dorastania, poprzez materializm, rolę płci i sprawy społeczne. W wywiadzie uznała, że większość piosenek dyskotekowych denerwuje ją ze względu na słabe teksty, nieprzedstawiające wielkiej wartości intelektualnej. Sama postanowiła tworzyć takie utwory w których słuchacz jest zmuszony do myślenia, oprócz tańczenia. Poza sceną muzyki dance Gala Rizzatto zajmuje się także tańcem nowoczesnym i flamenco, fotografią oraz reżyserią video.
Obecnie Rizzatto mieszka w Nowym Jorku, gdzie często koncertuje.

## Dyskografia

### Albumy
- L’album 1997 – #60 (FRA)
- Come into My Life 1997 – #32(FRA), #16 (BEL), #20 (NLD), #48 (SWI)
- Come into a Decade (10th Anniversary) (tylko download) 2007
- Tough Love 2009

### Single
| Rok       | Tytuł                          | Francja | [ 2 ] |    |    | Szwajcaria | Włochy | Austria | Holandia | Szwecja | Finlandia | Hiszpania | Grecja | Izrael | Album             |
| --------- | ------------------------------ | ------- | ----- | -- | -- | ---------- | ------ | ------- | -------- | ------- | --------- | --------- | ------ | ------ | ----------------- |
| 1996-1997 | „Everyone Has Inside”          | 24      | –     | –  | –  | –          | 1      | –       | –        | –       | –         | 3         | 1      | 2      | L’album           |
| 1996-1997 | „Freed from Desire”            | 1       | 2     | 1  | 1  | 13         | 1      | 16      | 6        | 42      | 17        | 1         | 1      | 1      | Come into My Life |
| 1997      | „Let a Boy Cry”                | 1       | 11    | 1  | 1  | 23         | 1      | –       | 11       | –       | –         | 1         | 7      | 3      | Come into My Life |
| 1997      | „Come into My Life”            | 10      | 38    | 4  | 6  | –          | 1      | –       | 36       | –       | –         | 1         | –      | 12     | Come into My Life |
| 1997      | „Suddenly”                     | 56      | –     | 34 | 43 | –          | 4      | –       | 85       | –       | –         | 1         | –      | 14     | Come into My Life |
| 2005-2006 | „Faraway”                      | 71      | –     | –  | –  | –          | –      | –       | –        | –       | –         | –         | 5      | –      | –                 |
| 2009      | „Tough Love”                   | –       | –     | –  | –  | –          | –      | –       | –        | –       | –         | –         | –      | –      | Tough Love        |
| 2009      | „Freed From Desire (Un-Remix)” | –       | –     | –  | –  | –          | –      | –       | –        | –       | –         | –         | –      | –      | Tough Love        |
| 2012      | „Lose Yourself In Me”          | –       | –     | –  | –  | –          | –      | –       | –        | –       | –         | –         | –      | –      | –                 |